# Domèvre-sur-Avière
Domèvre-sur-Avière és un municipi francès, situat al departament dels Vosges i a la regió del Gran Est. L'any 2007 tenia 450 habitants.

## Demografia

### Població
El 2007 la població de fet de Domèvre-sur-Avière era de 450 persones. Hi havia 164 famílies, de les quals 24 eren unipersonals (8 homes vivint sols i 16 dones vivint soles), 64 parelles sense fills, 64 parelles amb fills i 12 famílies monoparentals amb fills.
La població ha evolucionat segons el següent gràfic:
Habitants censats

### Habitatges
El 2007 hi havia 166 habitatges, 164 eren l'habitatge principal de la família i 2 estaven desocupats. 151 eren cases i 14 eren apartaments. Dels 164 habitatges principals, 140 estaven ocupats pels seus propietaris, 20 estaven llogats i ocupats pels llogaters i 4 estaven cedits a títol gratuït; 1 tenia dues cambres, 12 en tenien tres, 39 en tenien quatre i 112 en tenien cinc o més. 144 habitatges disposaven pel capbaix d'una plaça de pàrquing. A 50 habitatges hi havia un automòbil i a 106 n'hi havia dos o més.

### Piràmide de població
La piràmide de població per edats i sexe el 2009 era:
| Homes | Edats   | Dones |
| ----- | ------- | ----- |
| 0     | 95 o +  | 0     |
| 0     | 90 a 94 | 0     |
| 0     | 85 a 89 | 0     |
| 0     | 80 a 84 | 4     |
| 0     | 75 a 79 | 4     |
| 0     | 70 a 74 | 4     |
| 8     | 65 a 69 | 4     |
| 4     | 60 a 64 | 8     |
| 4     | 55 a 59 | 4     |
| 24    | 50 a 54 | 24    |
| 12    | 45 a 49 | 12    |
| 40    | 40 a 44 | 32    |
| 20    | 35 a 39 | 36    |
| 16    | 30 a 34 | 12    |
| 4     | 25 a 29 | 12    |
| 8     | 20 a 24 | 0     |
| 24    | 15 a 19 | 12    |
| 44    | 10 a 14 | 24    |
| 24    | 5 a 9   | 40    |
| 16    | 0 a 4   | 12    |

## Economia
El 2007 la població en edat de treballar era de 331 persones, 247 eren actives i 84 eren inactives. De les 247 persones actives 236 estaven ocupades (124 homes i 112 dones) i 11 estaven aturades (3 homes i 8 dones). De les 84 persones inactives 33 estaven jubilades, 30 estaven estudiant i 21 estaven classificades com a «altres inactius».

### Ingressos
El 2009 a Domèvre-sur-Avière hi havia 166 unitats fiscals que integraven 445,5 persones, la mediana anual d'ingressos fiscals per persona era de 20.647 €.

### Activitats econòmiques
Dels 4 establiments que hi havia el 2007, 2 eren d'empreses de fabricació d'altres productes industrials, 1 d'una empresa de construcció i 1 d'una empresa de serveis.
L'any 2000 a Domèvre-sur-Avière hi havia 11 explotacions agrícoles que ocupaven un total de 424 hectàrees.

## Equipaments sanitaris i escolars
El 2009 hi havia una escola elemental.

## Poblacions més properes
El següent diagrama mostra les poblacions més properes.